# Science and Engineering Research Council
Das Science and Engineering Research Council (SERC), ehemals Science Research Council (SRC), war eine britische Organisation mit Sitz in Swindon, die die Verantwortung für die aus öffentlichen Mitteln finanzierte Forschung in Gebieten wie Astronomie, Biologie, Biotechnologie, Weltraumforschung und Teilchenphysik hatte.
SRC wurde 1965 gegründet um die Organisation der nichtmilitärischen Forschung zu verbessern. Insbesondere sollten Prioritäten für staatliche Förderung unter wissenschaftlicher Begutachtung über die verschiedenen Disziplinen hinweg gesetzt werden. 1981 erfolgte die Umbenennung in Science and Engineering Research Council (SERC), um der gestiegenen Bedeutung der Ingenieurwissenschaften Rechnung zu tragen.
1994 wurde der SERC in Particle Physics and Astronomy Research Council (PPARC), Engineering and Physical Sciences Research Council (EPSRC), und Biotechnology and Biological Sciences Research Council (BBSRC) aufgespalten.